# أولاد سيدي يحيى بن ايعيش (سيدي أحمد الخدير)
أولاد سيدي يحيى بن ايعيش هي إحدى مشيخات المملكة المغربية، تتبع جغرافيا لإقليم سطات وإداريًا لسيدي أحمد الخدير. يقدر عدد سكانها بـ 5666 نسمة حسب الإحصاء الرسمي للسكان والسكنى لسنة 2004.